# Collatierecht
Het collatierecht, naar het Latijn "præsentatio sive collatio", in het katholiek kerkelijk recht "jus patronatus", is het recht om een geestelijke, een pastoor of een dominee voor te dragen ter benoeming. Het recht was erfelijk en werd in Nederland in 1922 afgeschaft met de bepaling dat de eigenaar het recht tot zijn of haar dood mocht blijven uitoefenen. Koningin Wilhelmina bezat tot haar dood in 1962, als laatste particulier, het recht van collatie in Apeldoorn. Zij zocht daar de dominees uit.
Het recht van collatie was een van de laatste heerlijke rechten, doch was in tegenstelling tot veel andere heerlijke rechten doorgaans geen leengoed. In het verleden werd het recht veelal door edelen uitgeoefend. Het was vaak verbonden aan kastelen, borgen, havezaten en states. Wanneer een familie alle collatierechten in een kerspel bezat, werd gesproken van een staande collatie. De eigenaar van het recht werd dan unicus collator genoemd.
Het recht van collatie was verhandelbaar en vererfbaar. Bij de grondwetsherziening van 1922 is het collatierecht in Nederland afgeschaft.
Ook bestuursorganen zoals gemeenteraden bezaten soms het recht van collatie zoals de schepenen van Arnhem die het collatierecht bezaten de aartsdiaken van het Sint-Catharinægasthuis in die stad te benoemen.
Het kwam voor dat de heer verlof aan de kerkenraad gaf om tot beroeping van een predikant over te gaan. Dit noemde men handopening geven.
Er waren regionale verschillen omdat de Bourgondische Nederlanden en de Republiek der Verenigde Nederlanden geen eenheidsstaat waren geweest. De Bataafse Republiek heeft het recht van collatie niet afgeschaft en dat is ook in het koninkrijk Holland en het Franse Keizerrijk niet gebeurd.
In Drenthe was de benoeming van predikanten op opengevallen plaatsen niet geregeld volgens de in Holland geldende Dordtse kerkorde. De Staten van Drenthe, de soeverein in het gewest, handhaafden na 1584 de oude collatierechten zoals die werden gehanteerd bij benoeming van katholieke pastoors. Nu gold het recht uiteraard het aanstellen van een protestantse dominee. In het merendeel van de kerkelijke gemeenten in Drenthe was het recht van collatie gegund aan die inwoners die grond bezaten en zo eigenerfde waren. In een aantal gevallen was het collatierecht verbonden aan een havezate. Een edelman, de heer van Ruinen, bezat het collatierecht van de predikant in de protestantse kerk in dat dorp. In een tiental Drentse gemeenten bezat het College van Drost en Gedeputeerden de collatie. Na 1814 werden deze op provinciaal bestuurlijk niveau uitgeoefende rechten van collatie koninklijke collaties. Zij behoorden tot de portefeuille van de Minister van de Hervormde Eredienst.